# Septoria fragariae
Septoria fragariae è una specie di fungo ascomicete della famiglia delle Mycosphaerellaceae. Parassita, causa la septoriosi delle piante di fragole.